# PULSE
PULSE (англ. Pre-hospital focused Ukrainian Life Saving Effort) — благодійний фонд, який розвиває тактичну медицину в Україні, заснований на початку повномасштабного вторгнення Федором Сердюком, Ігорем Корпусовим та Леонідом Копусом.
Фахівці PULSE проводять навчання особового складу, медиків та інструкторів Сил Оборони України, сприяють створенню навчальних підрозділів та імпортуванню іноземних медичних та навчальних практик, консультують українське військове керівництво та союзників. Завдяки фінансовій підтримці донорів тренінги для військових проводяться безоплатно.

## Історія
Засновники PULSE Федір Сердюк та Ігор Корпусов розпочали волонтерську діяльність в 2014 році в ролі учасників загону швидкого реагування Червоного Хреста. Згодом заснували FAST (First Aid Special Trainig) — провайдер послуг першої допомоги, екстреної медицини, пожежної безпеки. Серед клієнтів FAST 130 міжнародних та українських компаній та українські державні агенції, зокрема, ДСНС України тощо. За підтримки FAST на початку повномасштабного вторгнення РФ в Україну з метою зменшення втрат на полі бою та розвитку тактичної медицини був засновний PULSE. Тренінги з тактичної медицини в межах роботи PULSE проводяться для військовослужбовців усіх підрозділів Сил Оборони України, рятувальників, поліціянтів та волонтерів.
У січні 2023 PULSE став авторизованим тренінговим центром NAEMT (National Association of Emergency Medical Technicians), навчання відбувається за стандартами, аналогічними тим, за якими вчаться Збройні сили США.
На День Незалежності Естонії після звернення Федора Сердюка в ефірі одного з естонських телеканалів фонд Slava Ukraini MTÜ відкрив збір. Завдяки йому громадяни Естонії зібрали на навчання українських військових тактичній медицині майже 5,5 млн гривень або понад €135 000. 8 тисяч внесків, передані PULSE, забезпечували проведення понад 400 днів тренінгів з тактичної медицини.
У березні 2023 року група медичних фахівців Збройних сил України пройшла курс з тактичної медицини TCCC-MP від PULSE та отримала сертифікацію від NAEMT. Це був перший випуск сертифікованих за зразком Збройних сил США бойових медиків недержавним українським провайдером.
У червні 2023-го 3-й окремий полк СпП імені князя Святослава Хороброго та 73-й морський центр СпП ім. кошового отамана Антіна Головатого повідомили про те, що їх оператори проходять підготовку в PULSE.
Станом на грудень 2023-го навчання в інструкторів PULSE пройшло більше 22 тисяч людей – організація на постійній основі співпрацює зі 100 військовими частинами та установами.

## Діяльність
Пріоритетом діяльності PULSE є розвиток тактичної медицини в Україні та зменшення смертності на полі бою. Організація реалізує проєкти разом зі Збройними Силами (Військово-Морськими Силами, Територіальною обороною, Силами спеціальних операцій та ін.), Міноборони, Міністерством внутрішніх справ (Державною службою з надзвичайних ситуацій, Національною поліцією України, Національною гвардією України), Службою безпеки України, аварійно-рятувальними службами, Державною прикордонною службою тощо.
Навчання відбувається за стандартами, аналогічними тим, за якими вчаться Збройні сили США. Підготовка ґрунтується на рекомендаціях комітету ТССС (Tactical Combat Casualty Care), що є стандартом надання допомоги в догоспітальній медицині на полі бою. Інструктори тренують військових за рівнями TCCC-ASM (TCCC All Service Members), TCCC-CLS (TCCC Combat Lifesaver) та TCCC-MP (TCCC for Medical Personnel).
Організація веде діяльність по всій території України, інструктори працюють, зокрема, й у зонах, наближених до зони бойових дій. В залежності від програми, військові навчаються від 8 до 96 годин. У програмах підготовки військових розглядаються: зупинка масивних кровотеч, відновлення дихальних шляхів, забезпечення дихання та боротьба з пневмотораксом, підтримка кровообігу, надання допомоги при пораненнях голови, очей та попередження переохолодженню. Медичний персонал при навчанні отримує навички складніших медичних маніпуляцій, зокрема, використання сучасного обладнання для внутрішньовенного і внутрішньокісткового доступу, медикаментозної терапії, застосування iTClamp та XSTAT.

## NAEMT
У січні 2023 PULSE став авторизованим тренінговим центром NAEMT (National Association of Emergency Medical Technicians), що підтвердило відповідність навчання тим стандартами, за якими вчаться Збройні сили США.
PULSE першим із недержавних центрів підготовки з тактичної медицини в Україні сертифікував бойових медиків за стандартом армії США. У березні перша група з 50 медичних фахівців ЗСУ пройшла курс з тактичної медицини TCCC-MP (Tactical Combat Casualty Care for Medical Personnel) і отримала сертифікацію від NAEMT.
Медична підготовка за стандартами ТССС є частиною системи медицини поля бою Збройних сил США. Вона дозволила американським військовим в операціях в Іраку та Афганістані зафіксувати найнижчий в історії бойових дій рівень смертності серед усіх, хто отримав поранення на полі бою – 9,4%. Під час Другої світової війни він складав 19,1%.

## Обмін досвідом
PULSE співпрацює з НАТО та EUCOM (Європейським командуванням Збройних Сил США). У грудні 2022 року Федір Сердюк та Дмитро Самофалов взяли участь в роботі 15th War and Disaster Medicine Conference в Тарту (Естонія), співорганізатором якої є US Army's Medical Readiness Command, Europe. Доповіді Дмитра та Федора були призначені для брифінгу керівників медслужб країн-членів Альянсу. Восени 2023 року PULSE оголосив про історичне партнерство зі Збройними Силами Естонії та військами НАТО завдяки співпраці з Естонською Військовою Академією та Центром Війни та Медицини Катастроф. PULSE став першою українською організацією, яка навчала навичкам такмеду Збройні сили Естонії. Близько 50 представників ЗС Естонії та різних організацій всередині естонської армії, включно із предстаниками Вйіськової академії, взяли участь у лекціях та симуляційних відпрацюваннях.
У грудні 2023-го команда PULSE взяла участь о 16-й щорічній конференції медицини війни та катастроф. Федір Сердюк поділився своїм баченням відмінностей повномасштабних бойових дій від глобальної війни з тероризмом, визначив потенційні слабкі місця та запропонував можливі рішення при підготовці до сценарію LSCO (Large scale combat operation). Радник медичного директора PULSE Олександр Наговіцин розповів про медичний компонент захисту Маріуполя, менеджмент ресурсів в умовах тотальної нестачі та про пролонгований догляд за пораненими. Сердюк також консультує EUCOM.

## Просвіта
25 травня 2023 PULSE був партнером першого в Україні масштабно відзначення Stop The Bleed Day — Дня зупинки кровотеч. Представники 100 міжнародних та українських компаній одночасно взяли участь в онлайн-тренінгу із зупинки кровотеч. У підсумку було зареєстровано рекорд України — наймасовіший онлайн-тренінг із зупинки кровотечі, в якому взяли участь одночасно 680 осіб. Опісля, 1000 турнікетів, що використовувалися на тренінгу, були передані фондом Razom For Ukraine для навчання військових у фонді PULSE.